# Oligoceno
| Era Eratema | Período Sistema | Época Serie | Inicio (millones años) |
| ----------- | --------------- | ----------- | ---------------------- |
| Cenozoico   | Cuaternario     | Holoceno    | 0,0117                 |
| Cenozoico   | Cuaternario     | Pleistoceno | 2,58                   |
| Cenozoico   | Neógeno         | Plioceno    | 5,33                   |
| Cenozoico   | Neógeno         | Mioceno     | 23,04                  |
| Cenozoico   | Paleógeno       | Oligoceno   | 33,9                   |
| Cenozoico   | Paleógeno       | Eoceno      | 56,0                   |
| Cenozoico   | Paleógeno       | Paleoceno   | 66,0                   |

El Oligoceno (del griego oligos, 'pocos', y xainos, 'reciente') es la tercera y última serie y época del Paleógeno en la escala temporal geológica. Sucede al Eoceno y precede al Mioceno (primera época del Neógeno). Comienza hace 33,9 millones de años y finaliza hace 23,04 millones de años. El nombre hace referencia a la escasez de nuevos mamíferos modernos después de la radiación evolutiva del Eoceno.
El Oligoceno es a menudo considerado como un momento de transición entre el mundo tropical arcaico del Eoceno y los ecosistemas de aspecto más moderno del Mioceno. El cambio más significativo de los ecosistemas del Oligoceno es la expansión global de los pastizales y una regresión de los bosques tropicales de la franja ecuatorial.
El comienzo del Oligoceno está marcado por un gran evento de extinción, una sustitución de la fauna de Europa con otra de Asia, excepto para las familias endémicas de roedores y marsupiales, conocida como «Gran Ruptura» de Stehlin. El límite Oligoceno-Mioceno no está marcado por un evento tan fácilmente identificable, sino más bien por límites regionales entre el más cálido Oligoceno tardío y el relativamente frío Mioceno. La extinción que tuvo lugar en el Oligoceno no fue muy severa, pero eliminó, por ejemplo, a los enormes brontoterios. 

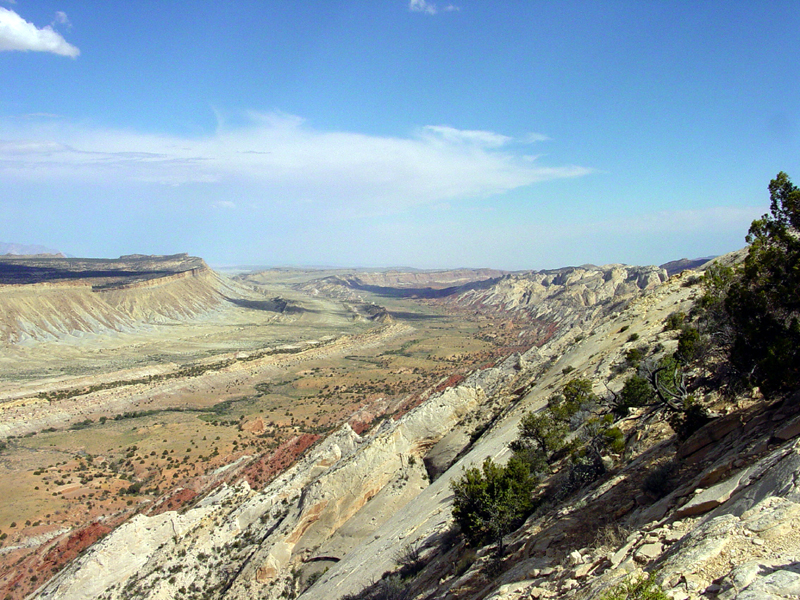
Sedimentos del Oligoceno en Colorado.

## Subdivisiones
La Comisión Internacional de Estratigrafía reconoce las siguientes edades/pisos del Oligoceno:
| Era Eratema | Periodo Sistema | Época Serie | Edad Piso                | Inicio, en millones de años |
| ----------- | --------------- | ----------- | ------------------------ | --------------------------- |
| Cenozoico   | Cuaternario     | Cuaternario | Cuaternario              | 2,588                       |
| Cenozoico   | Neógeno         | Neógeno     | Neógeno                  | 23,04                       |
| Cenozoico   | Paleógeno       | Oligoceno   | Chattiense Chattiano     | 27,3                        |
| Cenozoico   | Paleógeno       | Oligoceno   | Rupeliense Rupeliano     | 33,9                        |
| Cenozoico   | Paleógeno       | Eoceno      | Priaboniense Priaboniano | 37,71                       |
| Cenozoico   | Paleógeno       | Eoceno      | Bartoniense Bartoniano   | 41,03                       |
| Cenozoico   | Paleógeno       | Eoceno      | Luteciense Lutetiano     | 48,07                       |
| Cenozoico   | Paleógeno       | Eoceno      | Ypresiense Ypresiano     | 56,00                       |
| Cenozoico   | Paleógeno       | Paleoceno   | Thanetiense Thanetiano   | 59,24                       |
| Cenozoico   | Paleógeno       | Paleoceno   | Selandiense Selandiano   | 61,66                       |
| Cenozoico   | Paleógeno       | Paleoceno   | Daniense Daniano         | 66,0                        |

- Rupeliense: empezó con el final de la  Grande Coupure, un episodio de extinciones, de cambios faunísticos y de abundante especiación, sobre todo entre los mamíferos. Estratigráficamente, su inicio está marcado por foraminíferos planctónicos y la extinción del género Hantkenina. Su nombre, acuñado en 1850 por el geólogo belga André Hubert Dumont, hace referencia al Rupel, un río del norte de Bélgica, afluente del Escalda.[5]

- Chattiense: Su inicio está marcado por foraminíferos planctónicos y la extinción del género Chiloguembelina. Durante este período tuvo lugar la mayor erupción volcánica individual conocida: la erupción de Fish Canyon en La Garita, con un IEV de 9,2 (un volumen de eyección > 10.000 km³),[6] y que tuvo lugar hace 27,51 millones de años.[7] Su nombre, acuñado en 1894 por el geólogo alemán Theodor Fuchs, hace referencia a los chatti, una tribu del antigua Germania.[8]

## Deriva continental

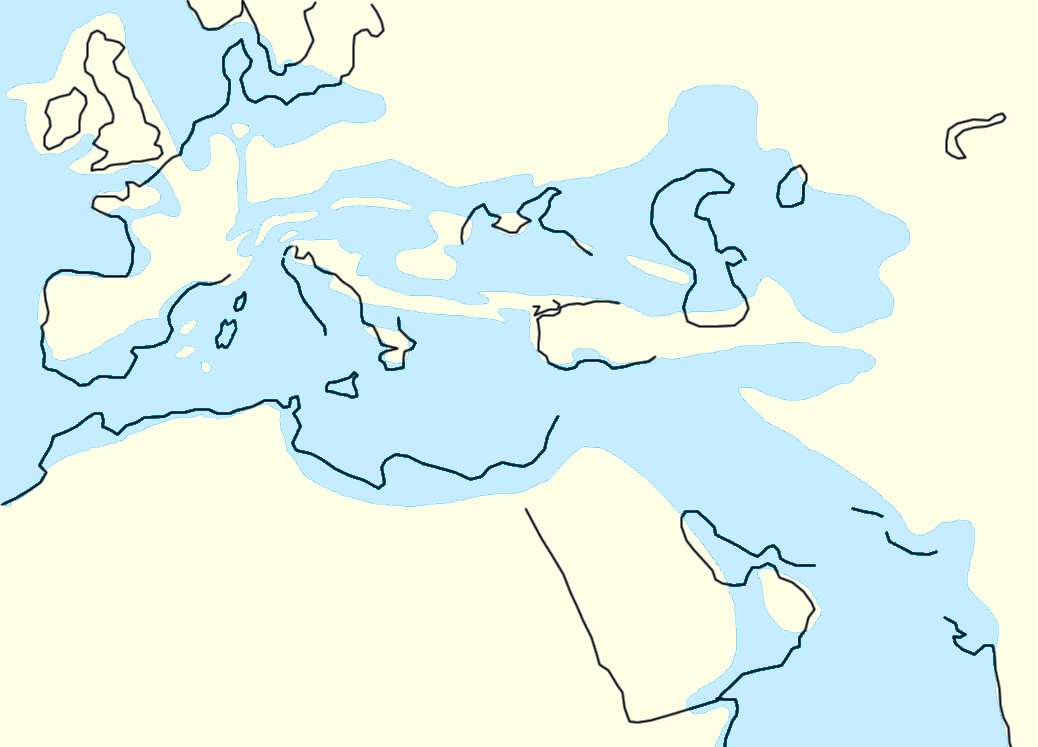
Paleogeografía de la región mediterránea durante el Oligoceno. Paratetis se va cerrando (en el sur de Europa) y es sustituido por el mar Mediterráneo (al norte de África).

Australia se separó completamente de la Antártida. A finales de esa época, India se unió con Eurasia, Norteamérica y Sudamérica se fueron acercando y el mar Mediterráneo, empezó a formarse. La orogenia Laramide continuó en el oeste de Norteamérica y la orogenia Alpina comenzó en Europa como consecuencia de la colisión de la placa africana con la placa euroasiática, aislando los restos del mar de Tetis. Una breve transgresión marina marca el Oligoceno temprano en Europa. Las sucesiones de sedimentos marinos del Oligoceno son poco frecuentes en Norteamérica. 
Existen pocos indicios de migraciones intercontinentales, salvo en lo referente a los monos y a los roedores caviomorfos, animales que alcanzaron Sudamérica. Parece haber habido un traspaso de fauna terrestre entre Norteamérica y Europa en el Oligoceno temprano ya que la fauna de las dos regiones es muy similar. En algún momento durante el Oligoceno, Sudamérica se separó finalmente de la Antártida y deriva hacia el norte. Esto permitió la formación de la corriente Circumpolar Antártica, que produjo un rápido enfriamiento del continente.
Se produjeron importantes cambios paleogeográficos en la península ibérica, con el levantamiento de las cordilleras Ibérica y Cantábrica occidental. La sedimentación marina desaparece definitivamente al norte y los Pirineos comienzan a adquirir su configuración actual. Las principales cuencas cenozoicas que bordean la cordillera Ibérica (Ebro, Duero y Almazán) se configuran en este período a favor de grandes alineaciones de fallas de dirección noroeste-sudeste y sus fallas conjugadas.

## Clima

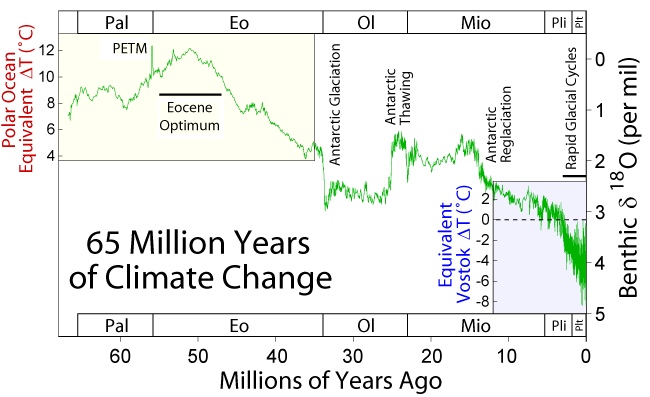
Temperaturas en los últimos 65 millones de años en a base medidas del isótopo ^{18}O. El Oligoceno fue una época de enfriamiento.

Al separarse Sudamérica de la Antártida se abrió cerca del límite Eoceno-Oligoceno el paso de Drake, permitiendo por primera vez la circulación oceánica completa alrededor de Antártida. La corriente Circumpolar Antártica causó un rápido enfriamiento al impedir que las aguas cálidas llegaran a la Antártida y permitió la formación de los glaciares en un continente que anteriormente estaba cubierto por los bosques. Como consecuencia, los niveles marítimos disminuyeron. A principios del Oligoceno, los bosques de hoja ancha y caduca de los polos habían desaparecido y a lo largo de Asia, Norteamérica y Europa, en las latitudes altas, se instaló una mezcla de bosque de coníferas y bosque templado caducifolio. Con las frías temperaturas del Oligoceno, había menos selvas tropicales y paratropicales que hoy en día aunque todavía no había grandes extensiones de pastos, ni de zonas desérticas o semidesérticas. Una exigua tundra había surgido en la Antártida, alrededor de la nueva capa de hielo.

## Fauna
Faunas terrestres destacables se encuentran en todos los continentes excepto Australia. Los paisajes más abiertos permiten a los animales crecer en tamaño con respecto a las anteriores del Paleógeno. La fauna marina tomó un aspecto bastante moderno, al igual que la fauna terrestre vertebrados de los continentes del norte. Esto fue probablemente más como resultado de la extinción de las formas antiguas que como la evolución de formas más modernas. Sudamérica estaba aparentemente aislada de los demás continentes ya que desarrolló una fauna muy distintiva durante el Oligoceno. 

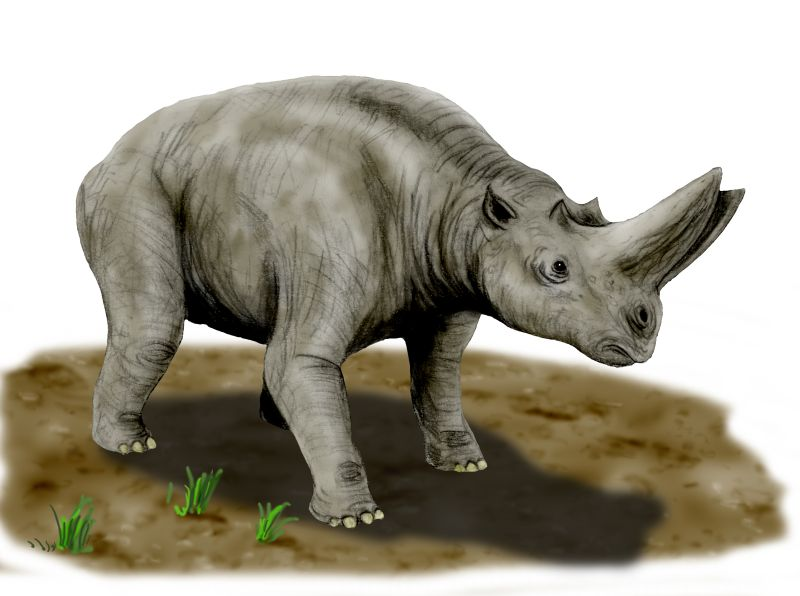
Arsinoitherium
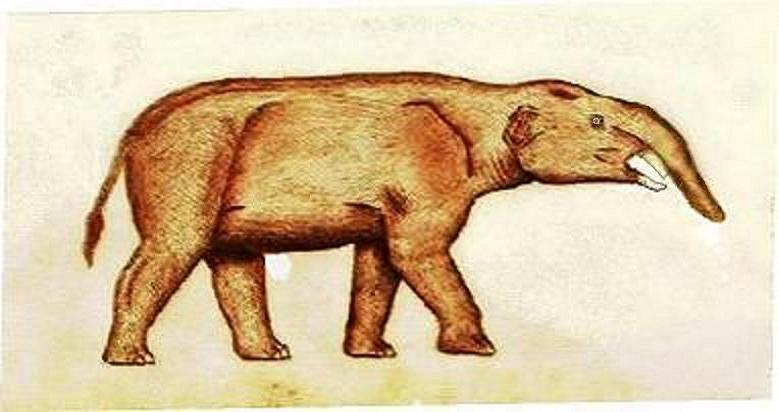
Pyrotherium
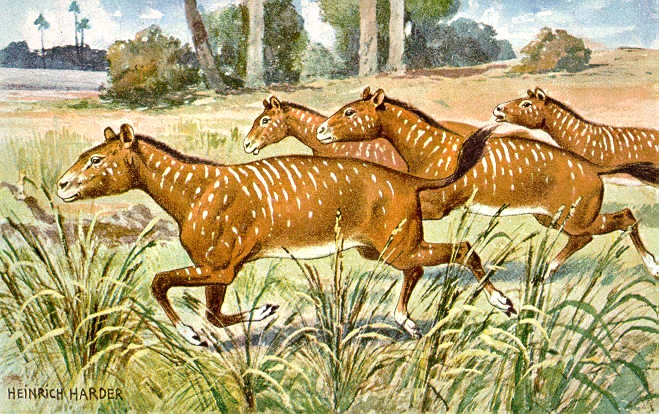
Mesohippus
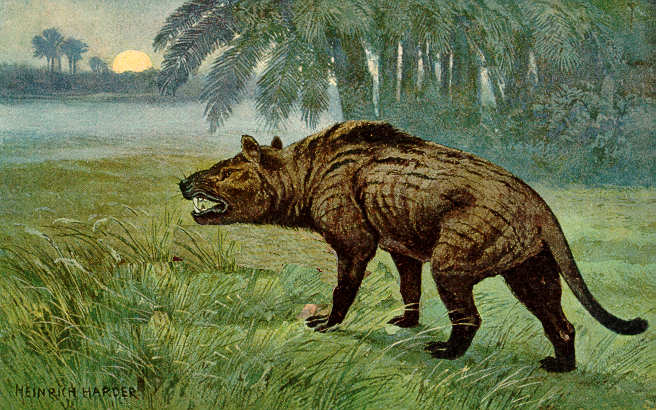
Hyaenodon
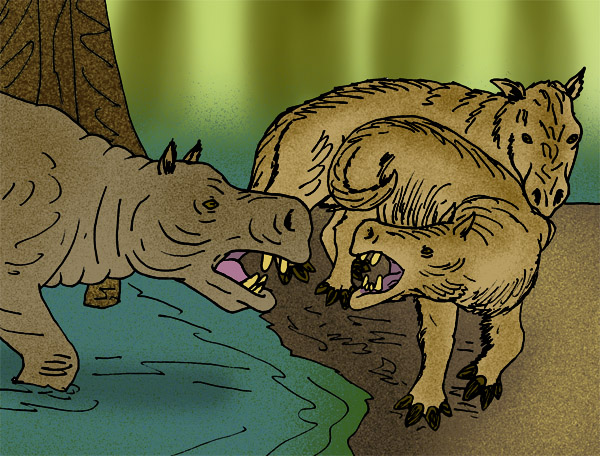
Elomeryx
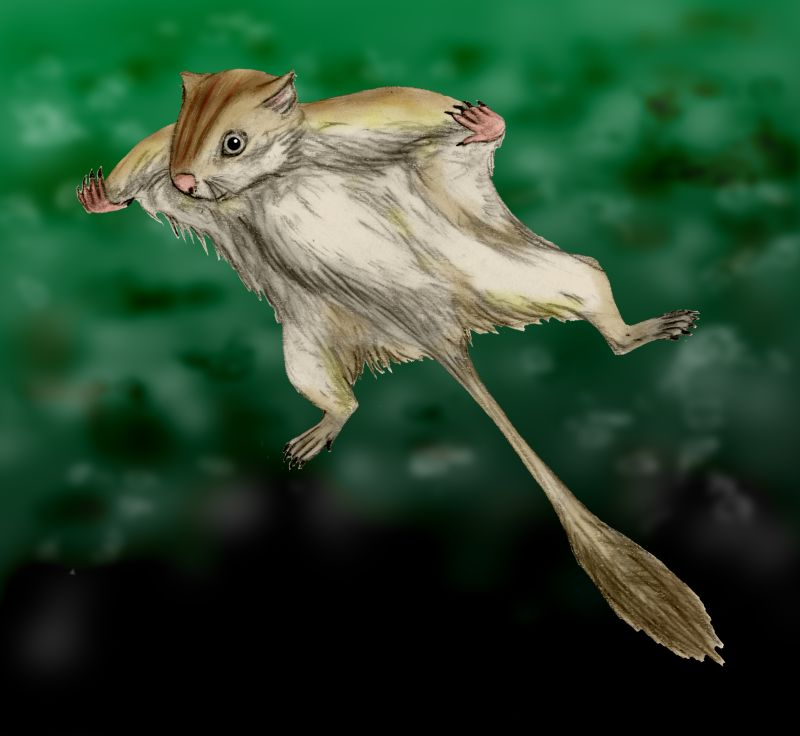
Eomys
Aegyptopithecus

Se diversificaron varias clases de mamíferos como los roedores, primates, cánidos, brontoterios (o titanoterio), Indricotherium, mastodontes, artiodáctilos y perezosos gigantes (megaterios). Principalmente en Sudamérica fueron muy abundantes los glyptodontes, doedicurus, megaterios y piroterios. En fin, los mamíferos y las aves evolucionaron y prosperaron. Muchas familias eocenas desaparecieron y se produjo la expansión de muchos de los grupos recientes (desde los minúsculos roedores a los robustos elefantes). La familia del caballo había desaparecido de Eurasia durante el Eoceno, pero sobrevivió en Norteamérica con un pequeño número de especies, que incluían miembros de tres dedos (género Mesohippus). Otros ungulados de gran éxito durante el Oligoceno fueron los rinocerontes, incluyendo el mamífero terrestre más grande de todos los tiempos, Indricotherium. También los antecesores de los cerdos llegaron a ser abundantes. Dentro de los primeros primates, el género Aegyptopithecus fue un animal arbóreo del tamaño de un gato, que tenía dientes y cabeza con un gran parecido a los de un simio. 
Los reptiles eran abundantes durante el Oligoceno. Choristodera, un grupo de reptiles semiacuáticos similares a los cocodrilos y que aparecieron en tiempos tan lejanos como el Jurásico o Triásico se extinguieton a principios del Oligoceno, posiblemente debido a los cambios climáticos. Las serpientes y lagartos se diversifican.
La fauna marina del Oligoceno se asemejaban a la actual. Aparecen las ballenas (Mysticeti) y los cetáceos dentados Odontoceti, mientras que sus antepasados, los cetáceos Archaeoceti, se mantienen relativamente comunes, aunque comienzan a disminuir debido a los cambios climáticos y a la competencia con los cetáceos modernos y a los tiburones carcarínidos, que también aparecen en esta época. Los pinnípedos probablemente aparecieron cerca del final de la época a partir de un antepasado similar a un oso o a una nutria.

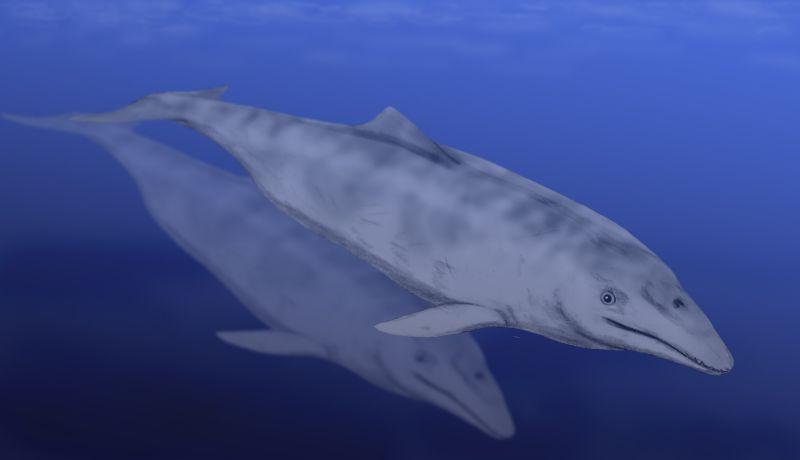
Aetiocetus
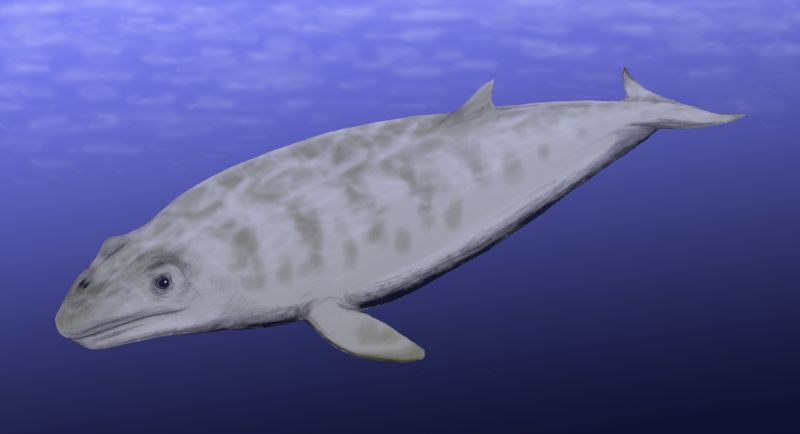
Janjucetus
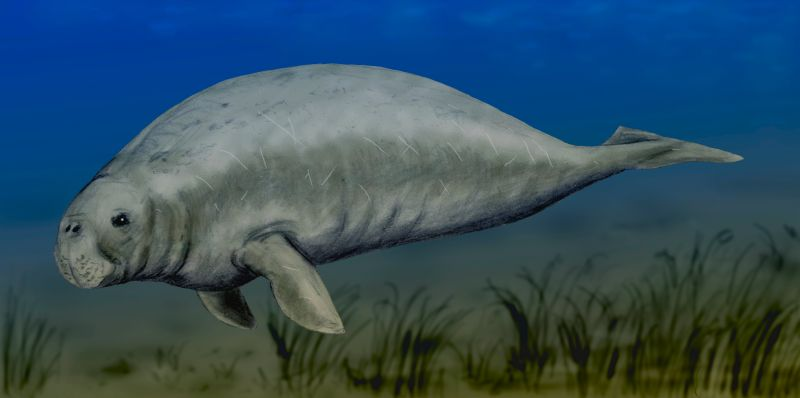
Halitherium
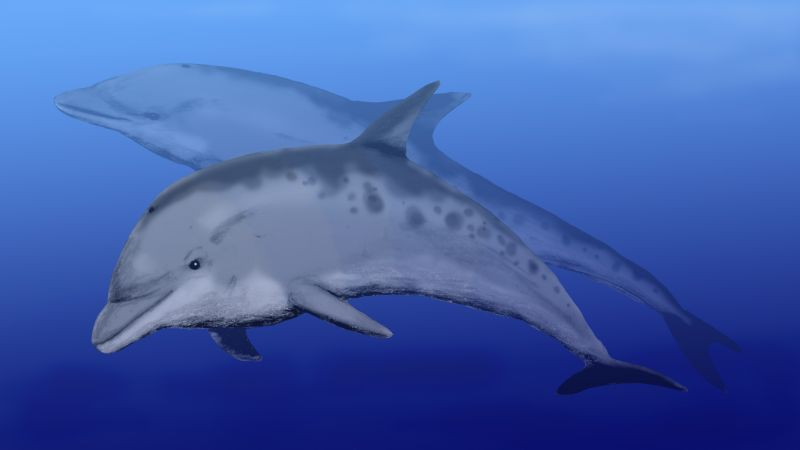
Kentriodon

## Flora
Los pastos y árboles se extendieron lentamente por América, África, Europa y Asia. Durante esta época las angiospermas alcanzaron un nivel similar al actual. Además, los pastos herbáceos alcanzaron su potencial ecológico actual en el Oligoceno superior-Mioceno. El origen del proceso continuo de crecimiento, que fuerza a cortar el césped, fue la adaptación que permitió a los pastos invadir tierras adentro con gran éxito. Una vez que fueron capaces de sobrevivir a los efectos de los abundantes animales pacedores, se esparcieron sobre inmensas extensiones de tierra para formar las praderas. Los árboles y arbustos de zonas templadas, como hayas, pinos y rosas eran comunes. Las leguminosas de las familias del guisantes y frijol continúan su propagación.

## Sumersión de Nueva Zelanda en el Oligoceno

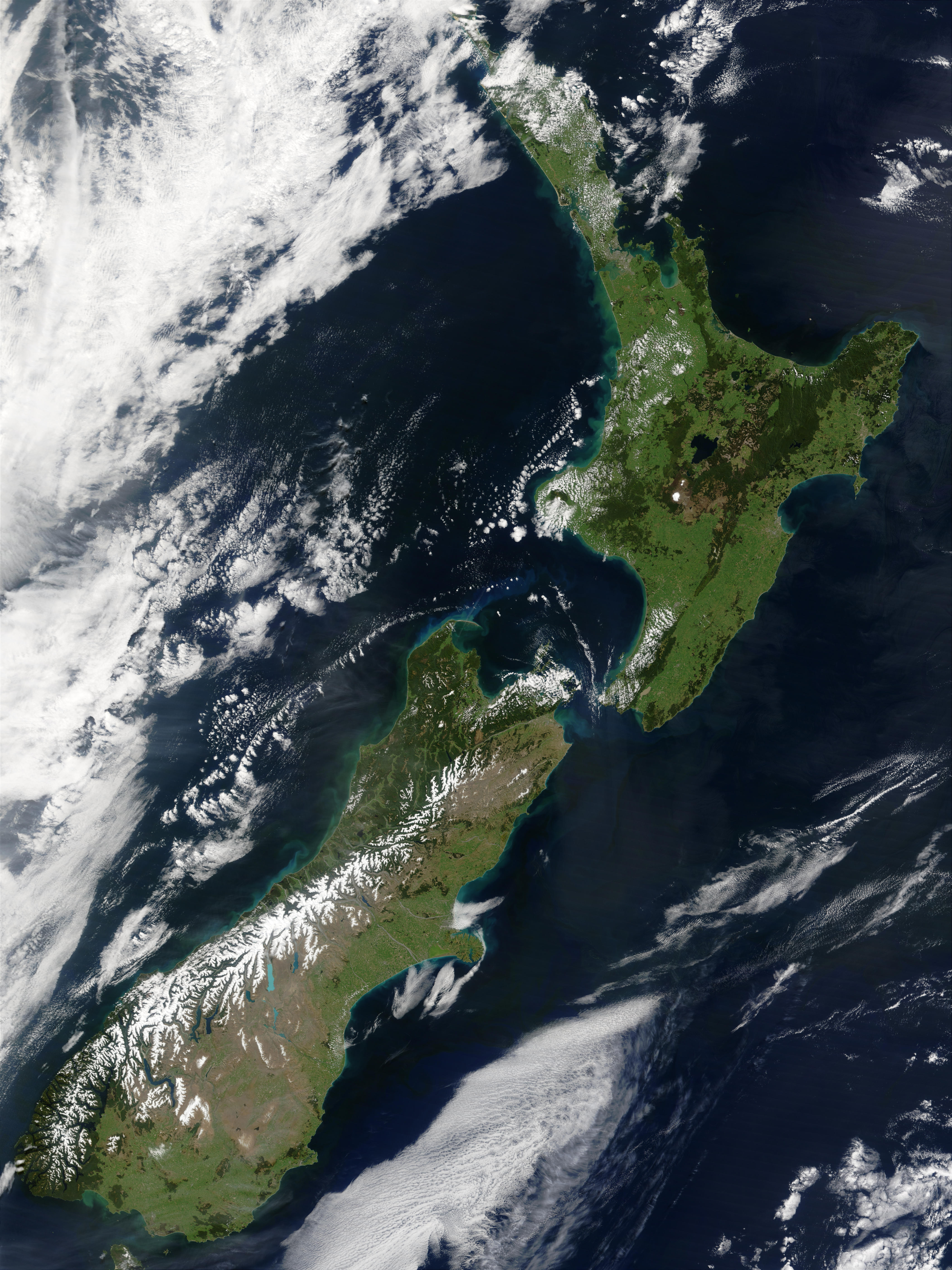
Imagen de satélite de Nueva Zelanda.

Nueva Zelanda cabalga en el límite de dos placas tectónicas. La subducción de la placa Pacífica bajo la placa Australiana da como resultado el vulcanismo, especialmente en la zona volcánica de Taupo (isla del Norte). La energía geotérmica producida es utilizada actualmente en numerosas plantas de energía hidrotérmica, Algunos puntos volcánicos también son célebres destinos turísticas, tal como los géiseres de Rotorua. 
La particular situación geológica de Nueva Zelanda se encuentra en el origen de la llamada sumersión del Oligoceno. Al principio del Oligoceno, la masa terrestre de Nueva Zelanda empezó a hundirse ante el impulso de la placa australiana hacia el Pacífico, hasta que hace 30-25 millones de años, solo una quinta parte de la Nueva Zelanda actual se encontraba por encima del nivel del mar. Esta sumersión tuvo un doble efecto. Por una parte, es probable que muchas especies se extinguieran completamente, causando una gran pérdida en la biodiversidad. Por otro lado, las partes más elevadas de la Nueva Zelanda actual quedaron aisladas en forma de una cadena de islas en que permanecieron separadas durante millones de años. Eso permitió que las poblaciones que habían quedado aisladas en cada isla siguieran caminos evolutivos diferentes y provocando una grande especiación: el resultado fueron once o más moas, cuatro o más kiwis, numerosos lacértidos, muchos invertebrados y numerosas plantas.
Esta sumersión llegó a su fin cuando la masa terrestre de Nueva Zelanda quedó atascada en la zona de subducción entre la placa australiana y la pacífica. Como era demasiado grande como para ser subducida, quedó a caballo entre las dos placas, cosa que ha provocado una intensa actividad volcánica y orogénica a lo largo de los últimos millones de años.

## Yacimientos
A continuación se citan algunos yacimientos destacados del oligoceno.

### Hsanda Gol

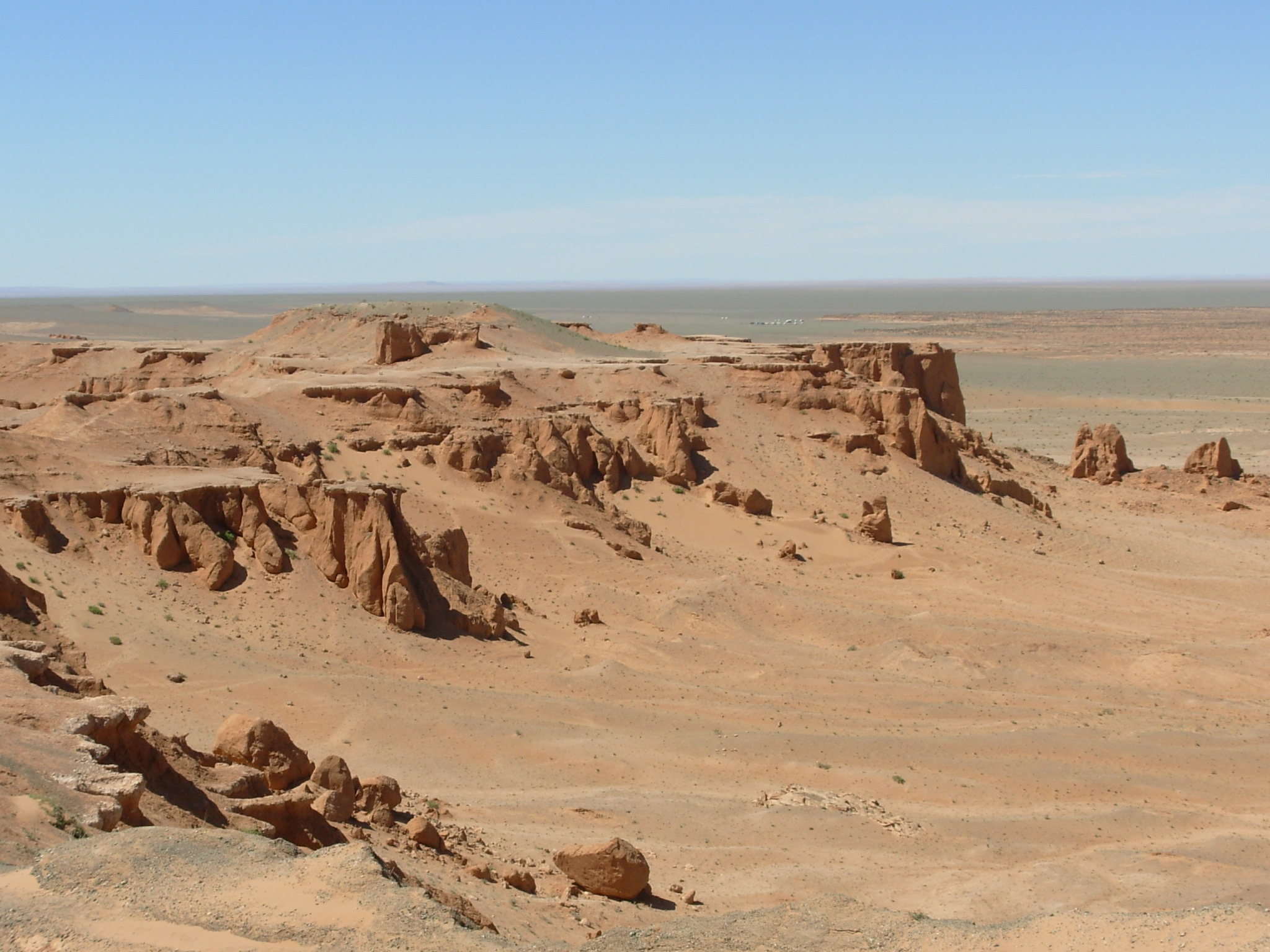
Hsanda Gol, en Mongolia, ha permitido llenar un vacío de diversos millones de años en el registro fósil de los mamíferos asiáticos.

La formación de Hsanda Gol (pronunciado [ʃændə ɡɒl]) es un yacimiento paleontológico situado en la parte mongol del desierto del Gobi, especialmente conocido por su riqueza en fósiles de mamíferos de la época del Oligoceno, como hienodontes, entelodontos o los fósiles más completos conocidos de Paraceratherium. Entre estos últimos se encuentra un esqueleto único de Paraceratherium que había muerto de pie. Probablemente debió morir atrapado en arenas movedizas, y la posición de las patas indica que estaba luchando por escaparse. 
La exploración paleontológica del siglo XIX y principios del siglo XX se había de concentrar principalmente en yacimientos europeos y norteamericanos, como las fosforitas del Quercy o la formación de Hell Creek. Sin embargo Roy Chapman Andrews, del Museo Americano de Historia Natural, consiguió reunir el fondo para hacer una expedición en el desierto del Gobi, hasta entonces ignorado por los peligros que representaba. Andrews esperaba encontrar en el Gobi el eslabón perdido entre los simios y los humanos. Lo que descubrió fue unos estratos que permitieron ampliar mucho la información conocida sobre la fauna asiática del Oligoceno. Sin embargo, la investigación científica en Hsanda Gol se vio interrumpida en 1930 a causa de la inquietud política de la zona, y el yacimiento no volvió a quedar abierto a los científicos extranjeros hasta los años noventa.

### Riversleigh

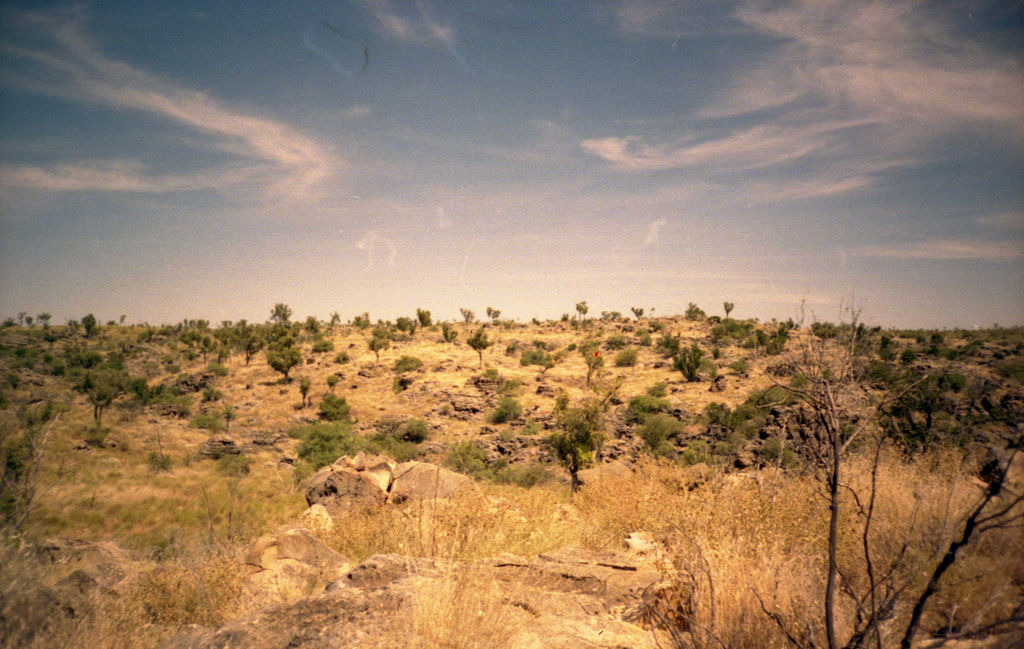
Riversleigh.

Riversleigh, situado en el noroeste de Queensland, es uno de los yacimientos paleontológicos más célebres de Australia. Esta zona de 100 km² tiene restos fósiles de mamíferos aves y reptiles del Oligoceno y el Mioceno. El yacimiento fue declarado Patrimonio de la Humanidad en 1994 y es una extensión del parque nacional Boodjamulla. 
Los fósiles de Riversleigh se encuentran en rocas calcáreas, al lado de balsas de agua dulce ricas en calcio y en cuevas, y datan de cuando el ecosistema evolucionaba de una rica jungla a una comunidad de herbazales semiárida. Se han identificado treinta y cinco fósiles de murciélagos, haciendo que sea el yacimiento más rico del mundo en este sentido. Entre los hallazgos del Oligoceno de Riversleigh son especialmente destacables Nimbacinus, un pariente prehistórico del lobo marsupial; y Baru, un cocodrilo con la cabeza en forma de media luna.

### Formación de John Day
La formación de John Day (por el río John Day en Oregón, Estados Unidos) representa una serie de ecosistemas de bosques caducifolios que van desde el Eoceno superior (hace 37 millones de años) hasta el Mioceno inferior (hace 20 millones de años). Se han descubierto más de cien grupos de mamíferos, incluyendo representantes de perros, gatos, cerdos, caballos, camellos, rinocerontes, roedores, y géneros como  Temnocyon o Merycoidodon. Durante este tiempo, múltiples acontecimientos volcánicos dejaron su "huella" en capas delgadas de ceniza volcánica que se endurecieron en adobe. Estas capas han sido fechadas con precisión por medios radiométricos y por comparación con las mismas capas en otras localidades, cosa que permite utilizarlas como marcadores temporales en esta formación.